# Gandhi (film)
Gandhi è un film biografico del 1982 prodotto e diretto da Richard Attenborough.
Scritto da John Briley e basato sulla vita di Mahatma Gandhi, leader della lotta nonviolenta che condusse all'indipendenza dell'India dall'Impero britannico nel 1947. Il cast corale vede Ben Kingsley nel ruolo del Bapu, Roshan Seth, Candice Bergen e Rohini Hattangadi.
Acclamato dalla critica e dal pubblico, il film ha ricevuto numerosi riconoscimenti, tra cui 8 Oscar 1983 (su 11 nomination): miglior film, miglior regista, miglior attore protagonista, miglior sceneggiatura originale, miglior fotografia, miglior scenografia, migliori costumi e miglior montaggio.
Il film fu proiettato in prima a Nuova Delhi il 30 novembre 1982. Uscì nelle sale cinematografiche negli Stati Uniti l'8 dicembre 1982.
Nel 1999 il British Film Institute l'ha inserito al 34º posto della lista dei migliori cento film britannici del XX secolo.

## Trama
30 gennaio 1948. A Nuova Delhi, il Mahatma si reca in un giardino per recitare preghiere accompagnato dai fedeli indù, ma tra questi vi è un giovane, Nathuram Godse, che gli si avvicina e lo uccide sparandogli tre colpi di pistola. Ai suoi funerali partecipano numerose persone, tra cui rappresentanti politici della società indiana e di altre nazioni oltre che i suoi migliori amici Jawaharlal Nehru e Vallabhbhai Patel.
Sudafrica, 1893: Gandhi, giovane avvocato diretto a Pretoria per difendere una ditta indiana a un processo, viene sbattuto fuori da un treno da un capostazione bianco in quanto si era accomodato, munito di regolare biglietto, in prima classe (alle persone di colore era consentito viaggiare solamente in terza classe). Successivamente incontra Khan, il mercante musulmano suo cliente, grazie al quale viene a conoscenza, tra gli altri, delle dure condizioni degli indiani nell'Impero britannico: sono stati importati con la forza e relegati a una condizione di schiavitù. Gandhi decide allora di fondare un movimento pacifico ma determinato a ottenere la libertà, e avvisa la stampa: durante una manifestazione in Sudafrica, a Pretoria, brucia dei lasciapassare (di cui gli europei possono fare a meno, ma che i cittadini dell'impero non-europei, tra cui appunto gli Indiani, sono obbligati a tenere sempre con sé) ma la risposta della polizia è un brutale pestaggio. La sua azione viene notata dalla stampa (addirittura dal New York Times) che lo sostiene in quanto ha subito il pestaggio senza reagire e difatti apre la sua considerazione sull'azione efficace della nonviolenza e porterà anche ad una revisione della legge sui lasciapassare. Tempo dopo, rimessosi dalla violenta aggressione, fonda la comunità di Phoenix sul modello degli Āśrama per produrre un giornale indipendente e riprendere a organizzare manifestazioni pacifiche di protesta contro le leggi discriminatorie opponendosi ad esempio senza l'uso della forza all'applicazione delle stesse leggi ma con marce e scioperi nelle miniere, dove gli Indiani erano usati come lavoratori. Questo però lo porterà all'arresto e alla carcerazione insieme ad altri membri della comunità, per porre fine all'opposizione: qui ha un incontro con il viceré inglese, il quale si dichiara disposto ad annullare le leggi contro cui egli ha protestato ma anche che questo avrebbe potuto limitare fortemente l'immigrazione indiana in Sudafrica. Dopo questo Gandhi decide di tornare in India insieme al reverendo Charles Freer Andrews.
India, 1915: Gandhi fa ritorno in India al porto di Mumbai dove viene accolto come eroe nazionale da Nehru. Qui Gopal Krishna Gokhale gli suggerisce di viaggiare per l'India per conoscerla meglio, visto che si sente come uno "straniero" in patria. Qui proclama le sue idee di nonviolenza e riscuote enormi consensi in gran parte del Paese. Inizia con i contadini del Champaran per il problema della coltivazione della indigofera imposta dal dominio britannico che impoverisce la popolazione perché non si può dedicare a coltivare i beni di prima necessità. L'attivista propone inoltre un giorno di sciopero a tutto il popolo, in data 6 aprile, al fine di complicare la vita politica degli invasori britannici: in quel giorno infatti, entra in vigore una legge che riconosce più ampi poteri alle forze dell'ordine ma Gandhi propone una giornata di preghiera e di digiuno. In seguito allo sciopero, Gandhi viene nuovamente incarcerato: sarà poi assolto e liberato senza dover pagare cauzione perché la popolazione reagisce violentemente alla dominazione britannica e pensano che Gandhi possa cautelarli con i suoi discorsi sulla nonviolenza, ma poco dopo le truppe del generale Dyer sparano sulla folla provocando un eccidio. Cominciano inoltre a sorgere violenti contrasti tra le minoranze indù e musulmane, che sfociano in scontri armati: Gandhi sarà arrestato ancora una volta, con l'accusa di sedizione, e condannato a sei anni di reclusione.
Regione del Porbandar, 1930: Gandhi percorre migliaia di chilometri per le strade indiane, la cosiddetta marcia del sale, fino a giungere le rive dell'Oceano Indiano dove produce un'enorme quantità di sale che il Congresso distribuirà poi in tutto il Paese. Il protrarsi di manifestazioni obbliga Londra a cedere, e lo stesso Gandhi sarà invitato in Gran Bretagna per un incontro con la famiglia Windsor e altri nobili inglesi. L'indipendenza non arriva perché gli inglesi cercano di dividere gli indiani accentuando le varie divisioni tra caste e classi sociali, tuttavia Gandhi capisce che il governo britannico ormai ha perso la voglia di lottare. Ciononostante, nel 1947 la causa per cui ha tanto lottato si concretizza e l'India riceve l'indipendenza: il Mahatma riuscirà inoltre a fermare la faida, ancora in atto, tra musulmani e indù.

## Produzione
Le riprese del film iniziarono il 26 novembre 1980 e terminarono il 10 maggio 1981. La sequenza del funerale fu girata il 31 gennaio 1981, trentatré anni dopo il vero funerale di Gandhi.
- La produzione rimase stupita dall'enorme successo internazionale della pellicola poiché per la realizzazione il film ebbe un budget di soli 22 milioni di dollari. Gli incassi sono stati in totale oltre 127 milioni di dollari nel mondo, di cui 52 milioni negli Usa.
- Per la sequenza dei funerali di Gandhi, che apre il film, furono dirette ben 350.000 comparse e attualmente è la scena con il maggior numero di persone mai eseguita nella storia del cinema (e verosimilmente destinata a restare tale, considerando i mezzi digitali sopraggiunti in seguito), entrando anche nel Guinness dei Primati.
- Per la parte di Gandhi erano in lizza anche Dustin Hoffman, Alec Guinness e John Hurt, ma venne scelto l'esordiente al cinema, ma con una lunga carriera di teatro britannico, Ben Kingsley.

## Distribuzione
L'anteprima del film si è svolta a Nuova Delhi il 30 novembre 1982. Uscì nelle sale cinematografiche negli Stati Uniti l'8 dicembre 1982.

### Edizione italiana
La direzione del doppiaggio è stata affidata a Manlio de Angelis, su dialoghi di Sergio Jacquier, per conto della C.D.

## Accoglienza

### Incassi
Il film ha riscosso un successo immediato, non solo in India ma anche nel resto del mondo. In particolare, è stata elogiata la performance di Ben Kingsley, la regia di Attenborough, la storia, il montaggio e la scenografia.
Il film ha incassato $ 183.583 nei suoi primi 5 giorni. Al di fuori del Nord America, il film ha incassato 75 milioni di dollari nel resto del mondo. È stato il terzo film di maggior incasso dell'anno. È nella Top Ten dei film indipendenti britannici di maggior incasso di tutti i tempi, tenendo conto dell'inflazione.
È stato mostrato in anteprima, gratuitamente, a Mumbai e a Nuova Delhi.

### Critica
Su Rotten Tomatoes, il film ottiene una percentuale di gradimento dell'85%. Il consenso del sito recita: "il regista Richard Attenborough è tipicamente comprensivo e sicuro, ma è la performance magnetica di Ben Kingsley che funge da fulcro di questo lungo e vasto film biografico".
Nel 2010, l'Independent Film & Television Alliance ha selezionato il film come uno dei "30 film indipendenti più significativi degli ultimi 30 anni".

## Riconoscimenti
- 1983 - Premio Oscar
  - Miglior film
  - Miglior regista a Richard Attenborough
  - Miglior attore protagonista a Ben Kingsley
  - Migliore sceneggiatura originale a John Briley
  - Migliore fotografia a Billy Williams e Ronnie Taylor
  - Migliore scenografia a Stuart Craig, Robert W. Laing e Michael Seirton
  - Migliori costumi a John Mollo e Bhanu Athaiya
  - Miglior montaggio a John Bloom
  - Candidatura per la migliore colonna sonora drammatica a Ravi Shankar e George Fenton
  - Candidatura per il miglior trucco a Tom Smith
  - Candidatura per il miglior sonoro a Jonathan Bates, Simon Kaye, Gerry Humphreys e Robin O'Donoghue
- 1983 - Golden Globe
  - Miglior film straniero
  - Miglior regista a Richard Attenborough
  - Miglior attore in un film drammatico a Ben Kingsley
  - Miglior attore debuttante a Ben Kingsley
  - Migliore sceneggiatura a John Briley
- 1983 - Premio BAFTA
  - Miglior film
  - Miglior regista a Richard Attenborough
  - Miglior attore protagonista a Ben Kingsley
  - Miglior attore debuttante a Ben Kingsley
  - Migliore attrice non protagonista a Rohini Hattangadi
  - Candidatura per il miglior attore non protagonista a Edward Fox
  - Candidatura per il miglior attore non protagonista a Roshan Seth
  - Candidatura per la miglior attrice non protagonista a Candice Bergen
  - Candidatura per la migliore sceneggiatura a John Briley
  - Candidatura per la migliore fotografia a Billy Williams e Ronnie Taylor
  - Candidatura per il miglior montaggio a John Bloom
  - Candidatura per la migliore colonna sonora a Ravi Shankar e George Fenton
  - Candidatura per la migliore scenografia a Stuart Craig
  - Candidatura per i migliori costumi a John Mollo e Bhanu Athaiya
  - Candidatura per il miglior trucco a Tom Smith
  - Candidatura per il miglior sonoro a Jonathan Bates, Simon Kaye, Gerry Humphreys e Robin O'Donoghue
- 1982 - British Society of Cinematographers
  - Migliore fotografia a Billy Williams e Ronnie Taylor
- 1982 - Los Angeles Film Critics Association Award
  - Miglior attore protagonista a Ben Kingsley
- 1982 - National Board of Review Award
  - Miglior film
  - Migliori dieci film
  - Miglior attore protagonista a Ben Kingsley
- 1982 - New York Film Critics Circle Award
  - Miglior film
  - Miglior attore protagonista a Ben Kingsley
- 1983 - American Cinema Editors
  - Miglior montaggio a John Bloom
- 1983 - David di Donatello
  - Miglior film straniero
  - Miglior produttore straniero a Richard Attenborough
  - David Europeo
- 1983 - Directors Guild of America
  - Miglior regista a Richard Attenborough
- 1983 - Evening Standard British Film Awards
  - Miglior attore protagonista a Ben Kingsley
- 1983 - Nastro d'argento
  - Regista del miglior film straniero a Richard Attenborough
- 1983 - National Society of Film Critics Award
  - Candidatura per il miglior attore a Ben Kingsley
- 1984 - Awards of the Japanese Academy
  - Candidatura per il miglior film in lingua straniera
- 1984 - Grammy Award
  - Candidatura per la miglior colonna sonora a Ravi Shankar e George Fenton
- 1984 - London Critics Circle Film Award
  - Attore dell'anno a Ben Kingsley